# Saepiseuthes obliquatus
Saepiseuthes obliquatus là một loài bọ cánh cứng trong họ Cerambycidae.